# Mount Christensen
Mount Christensen är ett berg i Antarktis. Det ligger i Östantarktis. Australien gör anspråk på området. Toppen på Mount Christensen är 1 475 meter över havet.
Terrängen runt Mount Christensen är varierad. Mount Christensen är den högsta punkten i trakten. Trakten är obefolkad. Det finns inga samhällen i närheten.